# Pietra dura
Pietra dura (italijansko: [ˈpjɛːtra ˈduːra]) ali pietre dure (izgovorjava [ˈpjɛːtre ˈduːre]), imenovano parchin kari ali parchinkari (perzijsko پرچین کاری) na Indijskem podkontinentu, je izraz za tehniko intarzije z uporabo reza in vgrajenimi, visoko poliranimi barvnimi kamni za ustvarjanje podob. Šteje se za dekorativno umetnost. Ko je delo ohlapno sestavljeno, je kamen za kamnom prilepljen na podlago, potem ko je bil predhodno »razrezan na dele različnih oblik; nato pa sestavljen skupaj tako natančno, da je bil stik med posameznimi deli praktično neviden«. Stabilnost je bila dosežena z žlebljenjem spodnjih strani kamnov, tako da so se združili, podobno kot sestavljanka, pri čemer je vse napeto držalo na svojem mestu obkrožajoč »okvir«. Uporabljali so veliko različnih barvnih kamnov, zlasti marmorja, poleg poldragih in celo dragih kamnov. Prvič se je pojavil v Rimu v 16. stoletju, svojo polno zrelost pa je dosegel v Firencah. Predmeti pietra dura so običajno izdelani na osnovnih kamnih iz zelenega, belega ali črnega marmorja. Običajno je nastala plošča popolnoma ravna, vendar je bilo narejenih nekaj primerov, kjer je podoba v nizkem reliefu, tako da je delo bolj usmerjeno v področje klesanja v trdem kamnu.

## Sorodne umetnosti in izrazi
Pietre dure je v italijanščini množina, in pomeni »trdi kamni«. Izraz zajema vse graviranje dragih kamnov in klesanje trdega kamna, kar je umetniško klesanje tridimenzionalnih predmetov, običajno iz enega samega kosa, na primer v kitajskem žadu. V zadnjih letih je prišlo do trenda uporabe pietre dure kot izraza za isto stvar, vendar ne za vse tehnike, ki jih zajema, v italijanščini. Toda naslov razstave leta 2008 v Metropolitanskem muzeju umetnosti v New Yorku, Umetnost kraljevega dvora: zakladi Pietra Dureja iz evropskih palač (Art of the Royal Court: Treasures in Pietre Dure from the Palaces of Europe), je uporabil polni italijanski pomen izraza, verjetno zato, ker so menili, da ima večj priznanje. Gradivo na spletnem mestu govori o predmetih, kot je vaza v lapis lazuliju, kot o primerih »rezbarjenja iz trdega kamna (pietre dure)«. Muzej Victoria & Albert v Londonu uporablja obe različici na svoji spletni strani, vendar uporablja pietra dura (Metoda intarzije barvnega marmorja ali poldragih kamnov v kamnito podlago, pogosto v geometrijskih ali cvetličnih vzorcih ....) v svojem Glosarju, ki ga očitno ni upošteval avtor druge strani, kjer bralcu je povedano: »Pietre dure (iz italijanskega 'trdni kamen) je narejen iz drobno narezanih barvnih kamnov, ki se natančno ujemajo, da ustvarijo slikovno sceno ali običajen dizajn.«  Včasih se sreča tudi angleški izraz florentinski mozaik, ki ga je verjetno razvila turistična industrija. Giovanni Montelatici (1864-1930) je bil italijanski florentinski umetnik, čigar briljantna dela so turisti in zbiratelji razposlali po vsem svetu.
Od mozaika se razlikuje po tem, da so sestavni kamni večinoma veliko večji in izrezani v obliko, ki ustreza njihovemu mestu na sliki, niso vsi približno enake velikosti in oblike kot pri mozaiku. V pietra dura kamni niso cementirani skupaj z injekcijsko maso, dela pa so pogosto prenosljiva. Prav tako ga ne smemo zamenjevati z mikromozaiki, obliko mozaika, ki uporablja zelo majhne tesere enake velikosti za ustvarjanje slik namesto okrasnih vzorcev, za bizantinske ikone in kasneje za plošče za vstavljanje v pohištvo in podobno.
Za fiksne intarzije na stenah, stropih in tlakih, ki ne ustrezajo definiciji mozaika, sta boljša izraza intarzija' ali, v nekaterih posebnih primerih, kozmatsko delo. Podobno se lahko za dela, ki uporabljajo večje kose kamna ali ploščic, uporabi opus sectile. Pietra dura je v bistvu kamnita intarzija. Kot visok izraz lapidarne umetnosti je tesno povezana z umetnostjo nakita. Lahko se šteje tudi za vejo kiparstva, ker je mogoče doseči tridimenzionalnost, kot pri nizkem reliefu.

## Zgodovina
Pietra dura se je razvila iz starorimskega opus sectile, ki je bil vsaj v smislu ohranjenih primerov v arhitekturi, uporabljen na tleh in stenah, z geometrijskimi in figurativnimi oblikami. V srednjem veku so kozmatska tla in majhni stebri itd. na grobovih in oltarjih še naprej uporabljali vložke različnih barv v geometrijskih vzorcih. Bizantinska umetnost je nadaljevala z intarzijami na tleh, vendar je ustvarila tudi nekaj majhnih verskih figur v intarzijah iz trdega kamna, na primer v Pala d'Oro v San Marcu v Benetkah (čeprav se tu večinoma uporablja emajl). V italijanski renesansi se je ta tehnika spet uporabljala za slike. Firenčani, ki so obliko najbolj razvili, pa so jo razumeli kot »slikanje v kamnu«.
Kot se je razvila v Firencah, se je tehnika sprva imenovala opere di commessi (približno Skupaj združena dela). Medičejski veliki vojvoda Ferdinando I. Medičejski iz Toskane je leta 1588 ustanovil Gallerio di'Lavori, zdaj Opificio delle pietre dure, z namenom razvoja te in drugih okrasnih oblik.
Nastala je množica raznovrstnih predmetov. Posebej cenjene so bile mizne plošče, ki so bile po navadi največji primerki. Najdeni so manjši predmeti v obliki medaljonov, kamej, stenskih ploščic, v vratih ali na omaricah vstavljenih panojev, skled, cvetlišnih posod, vrtnih okraskov, vodnjakov, klopi itd. Priljubljena oblika je bila kopiranje obstoječe slike, pogosto človeške figure, kot je prikazano na zgornji sliki papeža Klemena VIII. Primere najdemo v številnih muzejih. Medij je bil prenesen v druga evropska središča dvorne umetnosti in je ostal priljubljen vse do 19. stoletja. Zlasti Neapelj je postal opazno središče obrti. Do 20. stoletja je bil medij v zatonu, deloma zaradi napada modernizma, obrt pa je bila omejena predvsem na restavratorska dela. V zadnjih desetletjih pa je oblika ponovno oživela in je deležna državnega sponzorstva. Sodobni primeri segajo od turistično usmerjenega kiča, vključno s sirupastimi reprodukcijami verskih motivov v slogu 19. stoletja (zlasti v Firencah in Neaplju), do del, ki kopirajo ali temeljijo na starejših modelih, uporabljenih za razkošne dekorativne kontekste, do del v pristnem sodobnem umetniškem idiomu.

## Parchin kari
Do zgodnjega dela 17. stoletja so bili manjši predmeti, ki jih je izdelal Opificio, široko razširjeni po vsej Evropi in vse do vzhoda do dvora Mogulov v Indiji, kjer je bila oblika posnemana in na novo interpretirana v domačem slogu; njen najrazkošnejši izraz najdemo v Tadž Mahalu. V mogulski Indiji je bila pietra dura znana kot Parchin kari, dobesedno 'vložek' ali 'vdelano' delo.
Ker je Tadž Mahal ena glavnih turističnih znamenitosti, v Agri cveti industrija artefaktov pietra dura.

## Galerija
- Bizantinska plošča iz 10. stoletja z Aelio Evdokijo
- Oltar v Milanu, s poudarkom na naravnih vzorcih kamna
- Francoska kredenca iz 19. stoletja z reliefno ploščo pietra dura
- Detajl mizne plošče v Benetkah, v delavnici Velikega vojvode v Firencah; Orfej očara živali
- Zelo lep sodoben primer parchin karija iz Agre v Indiji. 19.444 poldragih kamnov je bilo posamično izrezanih in vdelanih v beli marmor, da bi ustvarili ta predmet.
- Papež Klemen VIII. v pietra dura, ki ga je oblikoval Jacopo Ligozzi, izvedel Romolo di Francesco Ferrucci del Tadda
- Odličen primer sodobne škatle z intarzijami iz belega marmorja parchin kari, izdelane v Agri v Indiji z uporabo podobnih tehnik, kot so bile uporabljene za Tadž Mahal. Za izdelavo tega predmeta je bilo vloženih 5604 poldragih kamnov.